# Norwegian Cruise Line
Norwegian Cruise Line (NCL) es una línea de cruceros estadounidense-bermudeña, subsidiaria de Norwegian Cruise Line Holdings Ltd, que opera cruceros con sede en el Condado de Miami-Dade, Florida. 
Comenzó sus operaciones en 1966 bajo el nombre de Norwegian Caribbean Line. Pertenece y mantiene una participación del 28% al holding «Genting Group-Star Cruises», y su eslogan es Freestyle Cruising. 
A fecha de abril de 2025, posee 21 barcos, con otros tres en construcción. El grupo Norwegian es la compañía matriz de tres navieras que operan a nivel internacional: Norwegian Cruise Line, Oceania Cruises y Regent Seven Seas Cruises (RSSC).

## Historia

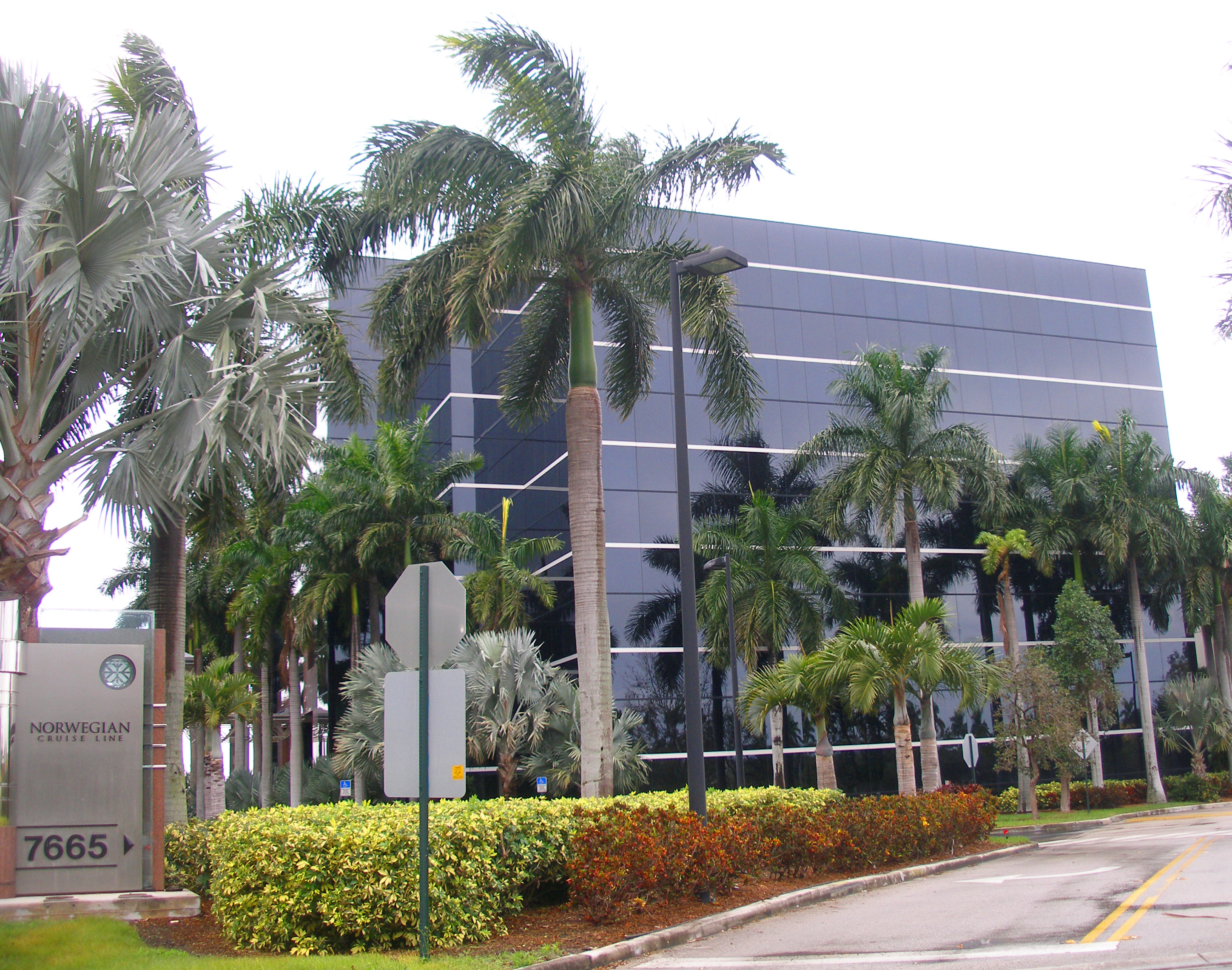
Sede de Norwegian Cruise Line en Miami, Estados Unidos.

### Origen
La línea de cruceros fue fundada como la Norwegian Caribbean Line en 1966 por Knut Kloster y Ted Arison, con solo un ferry de 830 toneladas, el Sunward, que ofrecía cruceros baratos por el Caribe. Arison abandonó la compañía en 1972 para crear Carnival Cruise Lines, mientras que Kloster adquirió más naves para el servicio del Caribe. Al igual que el Sunward, el segundo barco de Norwegian Caribbean Line, el Starward tenía capacidad para llevar automóviles, que entraban al buque a través de una puerta oculta en la popao. Más tarde, esta zona se convirtió en camarotes y un teatro-cine de dos pisos, posteriormente un casino. Norwegian fue el responsable de muchas de las innovaciones de los cruceros actuales.

### ElNorway
Norwegian Cruise Line adquirió el retirado transatlántico France en 1989, el cual fue reformado como buque de cruceros y renombrado Norway. La conversión costó más de 100 millones de dólares. El Norway fue en su momento el mayor crucero del mundo, con una gran variedad de entretenimientos a bordo. Desgraciadamente, una explosión en las salas de máquinas en 2003 obligó a retirar el Norway del servicio. Tras eso, permaneció en Bremerhaven (Alemania) hasta 2005, cuando fue remolcado a Port Klang, Malasia con la intención de utilizarlo como casino flotante. En cambio, fue vendido como chatarra y bajo el nombre de Blue Lady, fue varado en Alang, Gujarat, India en agosto de 2006. El 11 de septiembre de 2007, el buque comenzó a ser desguazado en Alang, a pesar de la presencia de grandes cantidades de asbesto peligroso a bordo.
Norwegian Cruise Line se ha expandido por otras partes del mundo, incluyendo Alaska, Europa, las Bermudas y Hawái. Entre 1997 y 2001 la compañía también opera cruceros de Australia bajo el nombre de Norwegian Capricorn Line.

### NCL America y elUnited States
En 2002, Norwegian Cruise Line compró el primer buque, aún sin terminar, del Project America, que se encontraba en construcción en Ingalls (Pascagoula, EE. UU.). El casco fue remolcado a Alemania para ser completado en el astillero Lloyd Werft. Posteriormente, NCL adquirió los derechos para operar este buque y otro más bajo bandera estadounidense, si bien ninguno de ellos había sido construido fuera del país americano. Estos dos barcos serían operados por la recién creada NCL America. En 2003, la compañía anunció la compra de los famosos transatlánticos estadounidenses United States e Independence. Aunque prometió restaurar el United States como un buque de cruceros, al igual que hizo en su día con el France/Norway, estos planes nunca se materializaron. En su informe fiscal de julio de 2007, NCL destacó la venta del Independence, que había sido renombrado Oceanic algún tiempo antes. El 1 de julio de 2010, The United States Conservancy selló un acuerdo para comprar el United States por 3 millones de dólares. El 1 de febrero de 2011, la propiedad del transatlántico sería transferida oficialmente a The United States Conservancy.
En agosto de 2007, Star Cruises vendió el 50% de Norwegian por 1000 millones de dólares a la compañía estadounidense Apollo Global Management (propietarios de Oceania Cruises) para reforzar la posición financiera de Norwegian.
Posteriormente Norwegian informó en febrero de 2008 que el Pride of Aloha, uno de los tres barcos que ya componían NCL America, sería retirado del servicio en mayo del mismo año. Los informes iniciales sugerían que sería transferido a la flota de Star Cruises, pero más tarde se anunció que iba a volver a la flota de NCL como el Norwegian Sky, mientras que el Norwegian Majesty y el Norwegian Dream se venderían a Louis Cruise Lines, aunque la venta del Norwegian Dream fue posteriormente cancelada. Se anunció en septiembre de 2012 que el Norwegian Dream se convertiría en el SuperStar Gemini de Star Cruises, comenzando el servicio en enero de 2013.

## Flota

### Clase Sun
| Buque         | Construcción | Entrada de servicio para NCL | Última reparación | Tonelaje         | Clase     | Bandera            | Notas | Imagen |
| ------------- | ------------ | ---------------------------- | ----------------- | ---------------- | --------- | ------------------ | --- | ------ |
| Norwegian Sky | 1999         | 1999/2008                    | 2009              | 77,104 toneladas | Clase Sun | Bandera de Bahamas | Anteriormente fue el Pride of Aloha, construido como Costa Olympia para Costa Cruceros, pero fue vendido a NCL durante su construcción |        |
| Norwegian Sun | 2001         | 2001                         | 2011              | 78,309 toneladas | Clase Sun | Bandera de Bahamas | |        |

### Clase Leo
| Buque            | Construcción | Entrada de servicio para NCL | Última reparación | Tonelaje         | Clase     | Bandera            | Notas                                            | Imagen |
| ---------------- | ------------ | ---------------------------- | ----------------- | ---------------- | --------- | ------------------ | ------------------------------------------------ | ------ |
| Norwegian Spirit | 1998         | 2004                         | 2011              | 75,338 toneladas | Clase Leo | Bandera de Bahamas | Anteriormente fue el SuperStar Leo de Star Lines |        |

### Clase Dawn
| Buque          | Construcción | Entrada en servicio para NCL | Última reparación | Tonelaje         | Clase      | Bandera            | Notas                                                         | Imagen |
| -------------- | ------------ | ---------------------------- | ----------------- | ---------------- | ---------- | ------------------ | ------------------------------------------------------------- | ------ |
| Norwegian Star | 2001         | 2001                         | 2010              | 91,740 toneladas | Clase Dawn | Bandera de Bahamas | Originalmente ordenado como SuperStar Libra para Star Lines   |        |
| Norwegian Dawn | 2002         | 2002                         | 2011              | 92,250 toneladas | Clase Dawn | Bandera de Bahamas | Originalmente ordenado como SuperStar Scorpio para Star Lines |        |

### Clase Jewel
| Buque           | Construcción | Entrada en servicio para NCL | Última reparación | Tonelaje         | Clase       | Bandera            | Notas                                                | Imagen |
| --------------- | ------------ | ---------------------------- | ----------------- | ---------------- | ----------- | ------------------ | ---------------------------------------------------- | ------ |
| Norwegian Jewel | 2005         | 2005                         | Mayo de 2014      | 93,502 toneladas | Clase Jewel | Bandera de Bahamas |                                                      |        |
| Norwegian Pearl | 2006         | 2006                         | --                | 93,530 toneladas | Clase Jewel | Bandera de Bahamas |                                                      |        |
| Norwegian Gem   | 2007         | 2007                         | Noviembre de 2014 | 93,530 toneladas | Clase Jewel | Bandera de Bahamas |                                                      |        |
| Norwegian Jade  | 2006         | 2006                         | 2011              | 93,558 toneladas | Clase Jewel | Bandera de Bahamas | Anteriormente el MS Pride of Hawaii para NCL America |        |

### Clase Epic
| Buque          | Construcción | Entrada en servicio para NCL | Última reparación | Tonelaje          | Clase      | Bandera            | Notas                                              | Imagen |
| -------------- | ------------ | ---------------------------- | ----------------- | ----------------- | ---------- | ------------------ | -------------------------------------------------- | ------ |
| Norwegian Epic | 2010         | 2010                         | --                | 155,873 toneladas | Clase Epic | Bandera de Bahamas | Está entre los diez cruceros más grandes del mundo |        |

### Clase Breakaway
| Buque               | Construcción | Entrada en servicio para NCL | Última reparación | Tonelaje          | Clase           | Bandera            | Notas                                                                     | Imagen |
| ------------------- | ------------ | ---------------------------- | ----------------- | ----------------- | --------------- | ------------------ | ------------------------------------------------------------------------- | ------ |
| Norwegian Breakaway | 2013         | 2013                         | --                | 144,017 toneladas | Clase Breakaway | Bandera de Bahamas | Registrado en Nueva York. Es la mayor nave registrada en dicha metrópoli. |        |
| Norwegian Getaway   | 2014         | 2014                         | --                | 145,655 toneladas | Clase Breakaway | Bandera de Bahamas | Registrado en Miami                                                       |        |

### Clase Breakaway Plus
| Buque            | Construcción | Entrada en servicio para NCL | Última reparación | Tonelaje          | Clase                | Bandera            | Notas | Imagen |
| ---------------- | ------------ | ---------------------------- | ----------------- | ----------------- | -------------------- | ------------------ | ----- | ------ |
| Norwegian Escape | 2015         | 2015                         | --                | 165,300 toneladas | Clase Breakaway Plus | Bandera de Bahamas |       |        |
| Norwegian Joy    | 2017         | 2017                         | Febrero de 2019   | 167,725 toneladas | Clase Breakaway Plus | Bandera de Bahamas |       |        |
| Norwegian Bliss  | 2018         | 2018                         | --                | 168,028 toneladas | Clase Breakaway Plus | Bandera de Bahamas |       |        |
| Norwegian Encore | 2019         | 2019                         | --                | 169,145 toneladas | Clase Breakaway Plus | Bandera de Bahamas |       |        |

### Clase Prima
| Buque           | Construcción | Entrada en servicio para NCL | Última reparación | Tonelaje          | Clase       | Bandera            | Notas | Imagen |
| --------------- | ------------ | ---------------------------- | ----------------- | ----------------- | ----------- | ------------------ | --- | ------ |
| Norwegian Prima | 2019-2022    | 2022                         | --                | 142.000 toneladas | Clase Prima | Bandera de Bahamas | |        |
| Norwegian Viva  | 2019-2023    | Agosto de 2023               | --                | 143,535 toneladas | Clase Prima | Bandera de Bahamas | Gemelo del Prima, presenta una librea distinta en el casco. Estas libreas son únicas en cada barco de las clases Prima y Prima Plus. |        |

## NCL America
| Buque            | Construcción | Entrada en servicio para NCL America | Última reparación                | Tonelaje         | Bandera        | Notas | Imagen |
| ---------------- | ------------ | ------------------------------------ | -------------------------------- | ---------------- | -------------- | ----- | ------ |
| Pride of America | 2005         | 2005                                 | 23 de marzo - 5 de abril de 2013 | 80,439 toneladas | Estados Unidos |       |        |

## Futura flota
| Buque                 | Clase            | Viaje inaugural | Tonelaje bruto    | Bandera | Notas                                                                            | Imagen |
| --------------------- | ---------------- | --------------- | ----------------- | ------- | -------------------------------------------------------------------------------- | ------ |
| Norwegian Aqua        | Clase Prima Plus | Abril de 2025   | 140.000 toneladas |         | Pertenece a una versión mejorada de la clase Prima, denominada Clase Prima Plus. |        |
| Norwegian Luna        | Clase Prima Plus | 2025            | 140.000 toneladas |         |                                                                                  |        |
| Sin nombre confirmado | Clase Prima Plus | 2026            | 140.000 toneladas |         |                                                                                  |        |
| Sin nombre confirmado | Clase Prima Plus | 2027            | 140.000 toneladas |         |                                                                                  |        |